# Hector de Saint-Denys Garneau
Hector de Saint-Denys Garneau (ur. 13 czerwca 1912 w Montrealu, zm. 24 października 1943 w Sainte-Catherine-de-Fossambault) – kanadyjski poeta.

## Życiorys
Był prawnukiem historyka François Xaviera Garneau Uczęszczał do kolegiów jezuickich Sainte-Marie, Loyola i Jean de Brébeuf, później studiował sztuki piękne (malarstwo) w École des beaux-arts w Montrealu, jednak w 1934 był zmuszony przerwać studia z powodu problemów z sercem. Był związany z grupą katolickich intelektualistów redagujących pismo La Relève. Zmarł na atak serca podczas płynięcia kajakiem. Za życia opublikował tylko jeden tom wierszy, Regards et jeux dans l’espace z 1937 (polski przekład ukazał się w 1985 w Antologii poezji Quebeku). Pośmiertnie zostały wydane jego dzieła, które przyniosły mu rozgłos: Poésies complètes (1949), Journal (1954), Lettres à ses amis (1967) i wydanie krytyczne Oeuvres (1971). Pisał wiersze refleksyjne, w których wyrażał metafizyczne odczuwanie obcości i samotności i odnosił się do kulturowej alienacji frankofonów w Kanadzie. W swojej twórczości odrzucał obowiązującą wówczas klasyczną wersyfikację, stosował wiersz wolny, eliptyczną składnię i prozaizmy.